# Carlton R. Sickles

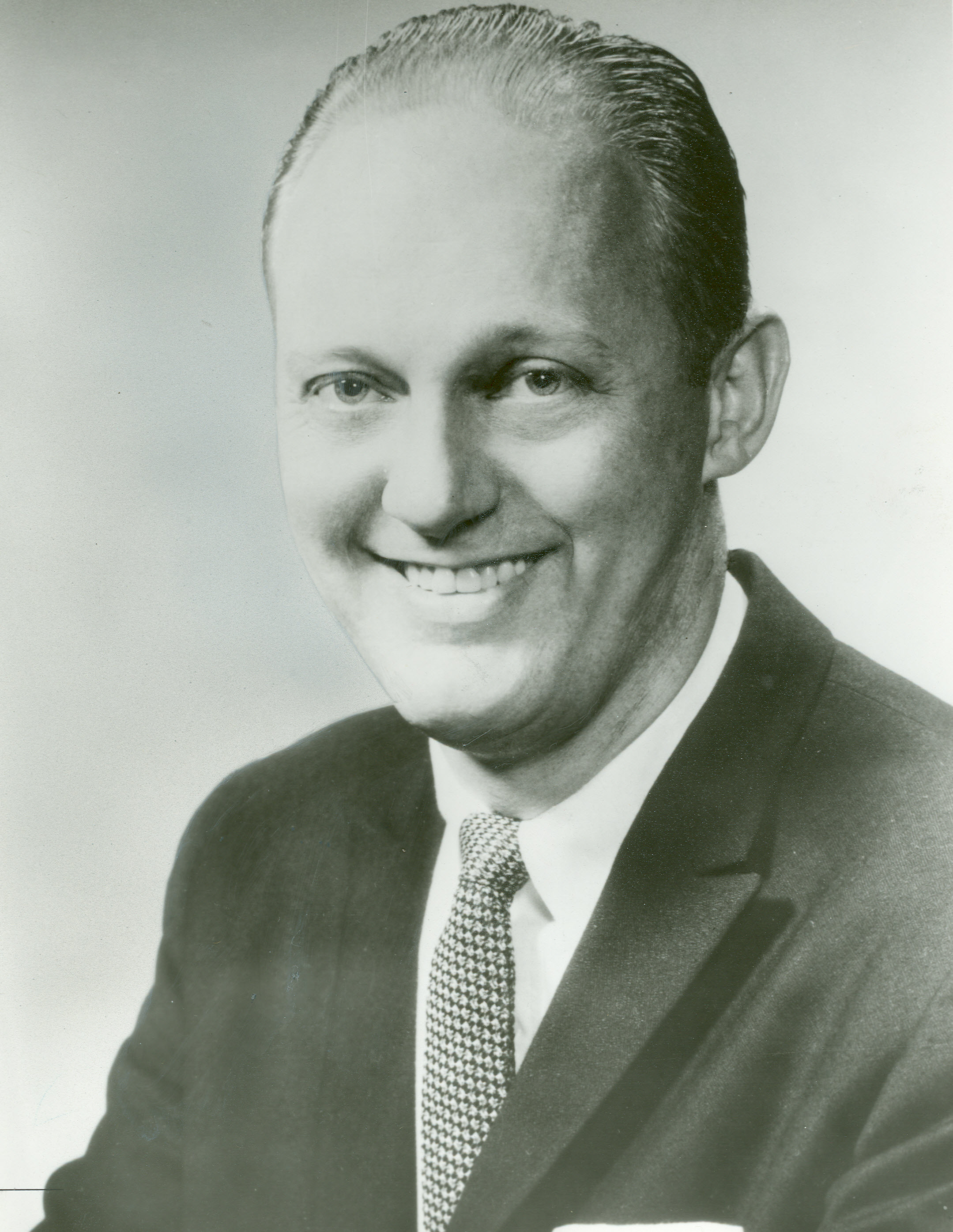
Carlton R. Sickles

Carlton Ralph Sickles (* 15. Juni 1921 in Hamden, Connecticut; † 17. Januar 2004 in Bethesda, Maryland) war ein US-amerikanischer Politiker. Zwischen 1963 und 1967 vertrat er den Bundesstaat Maryland im US-Repräsentantenhaus.

## Werdegang
Carlton Sickles besuchte bis 1939 die Roosevelt High School in Washington, D.C. Danach studierte er bis 1943 an der dortigen Georgetown University. Während des Zweiten Weltkrieges diente er zwischen 1943 und 1946 in der US Army. Nach einem anschließenden Jurastudium an der Georgetown University und seiner 1948 erfolgten Zulassung als Rechtsanwalt begann er in diesem Beruf zu arbeiten. In den Jahren 1951 und 1952 arbeitete er für die Air Force. Von 1960 bis 1966 hielt Sickles juristische Vorlesungen an der Georgetown University. Gleichzeitig schlug er als Mitglied der Demokratischen Partei eine politische Laufbahn ein. Zwischen 1955 und 1962 saß er im Abgeordnetenhaus von Maryland. Von 1955 bis 1966 war er Mitglied der Gründungskommission der Washington Metropolitan Area Transit Authority, die den Nahverkehr im Großraum um Washington D.C. organisieren sollte. In den Jahren 1964 und 1968 nahm er als Delegierter an den jeweiligen Democratic National Conventions teil.
Bei den Kongresswahlen des Jahres 1962 wurde Sickles für den achten Sitz des Staates Maryland in das US-Repräsentantenhaus in Washington gewählt, wo er ab dem 3. Januar 1963 sein Mandat ausübte. Nach einer Wiederwahl konnte er bis zum 3. Januar 1967 zwei Legislaturperioden im Kongress absolvieren. Diese waren von den Ereignissen der Bürgerrechtsbewegung und des beginnenden Vietnamkrieges bestimmt.
1966 verzichtete Carlton Sickles auf eine weitere Kandidatur. Stattdessen strebte er erfolglos die Nominierung seiner Partei für die anstehenden Gouverneurswahlen an. In den Jahren 1967 und 1968 war er Mitglied einer Versammlung zur Überarbeitung der Verfassung von Maryland. Außerdem war er Präsident der Firma Carday Associates Inc. Sickles war auch Mitglied der Planungskommission seines Staates sowie der Washington Metropolitan Transit Authority. 1986 strebte er erfolglos die Nominierung seiner Partei für die Kongresswahlen dieses Jahres an. Er starb am 17. Januar 2004 in Bethesda.